# SN 2006su
SN 2006su – supernowa typu Ia odkryta 18 grudnia 2006 roku w galaktyce IC3772. W momencie odkrycia miała maksymalną jasność 17,70m.